# Еритрейська православна церква Тевахедо
Еритре́йська правосла́вна це́рква Те́вахедо (тигр. ቤተ ክርስትያን ተዋህዶ ኤርትራ, трансліт. Tewahədo Bet'ə K'rstian Ertra) — орієнтальна православна церква з центром в Асмарі, Еритрея. Її автокефалію визнав Шенуда III, Папа Коптської православної церкви Александрії після здобуття Еритреєю незалежности від Ефіопії в 1993 році, після чого лише в 1998 році це зробив етіопський Патріарх-католикос.

## Історія

### Витоки
Тевахедо (геез ተዋሕዶ täwaḥədo) це ґеезьке слово, що означає "бути єдиним" або "об'єднаним", споріднене арабському тавхіду. Відповідно до статті Православної енциклопедії (видання 1917 р.) про Генотикон: близько 500 єпископів в Александрійському патріархаті, Антіохії та Єрусалимі відмовились прийняти доктрину "двох натур", визначену Халкідонським собором у 451 р., тим самим відокремившись від Великої Церкви. Це окреме християнське спілкування стало відоме як орієнтальне православ'я. Орієнтальні православні церкви, до яких сьогодні входять Александрійська коптська православна церква, Вірменська апостольська церква, Сирійська православна церква, Маланкарська православна сирійська церква, Ефіопська православна церква Тевахедо та Еритрейська православна церква Тевахедо, називаються «нехалкедонськими». Самі ці церкви описують свою христологію як міафізизм але сторонні люди часто неправильно описують їх як "монофізитами".
Православ'я Тевахедо - це основна етнорелігійна група в Еритреї та найбільша там християнська група. Християнство є релігією більшості з IV століття і залишається найбільшим населенням. Історично вони говорили ґеез, який належить до семітської гілки афроазіатської сім'ї. Однак зараз мова майже вимерла і з 10 століття здебільшого обмежувалась літургійним вживанням. Тепер Тевахедо розмовляє тигринею. Більшість також дотримуються православної церкви Тевахедо. Тевахедо - це ідентичність та релігія, а також для прихильника еритрейського Тевахедо.
Еритрейська православна церква стверджує, що походить від євангелиста Пилипа (Діяння Апостолів, глава 8). Вона стала державною церквою Королівства Аксум за часів Езани в 4 столітті зусиллями сирійського грека на ім'я Фруменцій, відомого в церкві як Абба Селама, Кесате Бірхан ("Батько миру, Розкривач світла"). Ще хлопчиком Фруменцій зазнав корабельної аварії разом зі своїм братом Едесієм на узбережжі Еритреї. Брати вдалося привести до королівського двору, де вони піднялися на позиції впливу і навернули імператора Езану в християнство, викликаючи його хрещення. Езана відправила Фруменція до Александрії, щоб попросити патріарха Александрії Атанасія призначити єпископа для Аксума. Атанасій призначив самого Фруменція, який повернувся до Аксума єпископом з ім'ям Абуне Селама. Протягом п’ятнадцяти століть Папа Коптської православної церкви Александрії завжди називав копта Абуною «митрополитом єпископом» Ефіопської церкви.

### Єзуїти
Мало що відомо про церковну історію аж до періоду впливу єзуїтів, який розірвав зв’язок з Єгиптом.
Союз з Коптською православною церквою Александрії тривав навіть після завоювань арабів у Єгипті. У 12 столітті Абу Салех повідомляє, що патріарх двічі на рік надсилав листи царям Абіссінії (Етіопії) та Нубії, поки Аль Хакім не припинив цю практику. Коптський патріарх Кирило II направив Северуса єпископом із наказом припинити багатоженство і забезпечити дотримання канонічного посвячення для всіх церков. Ці приклади показують тісні стосунки двох церков, одночасно з середньовіччям. На початку 16 століття церква потрапила під вплив португальської місії. У 1439 р., За правління Зари Якоб, релігійна дискусія між Абвою Гіоргісом та французьким відвідувачем призвела до відправлення посольства з Етіопії до Святого Престолу; але ініціатива в католицьких місіях в Етіопії була сприйнята не Святим Престолом, а церквою в Португалії як випадок у боротьбі з мусульманською Османською імперією та Адальським султанатом за командування торговим шляхом до Індії Червоне море.
У 1507 році Матвія, вірменина, послали етіопським посланцем до Португалії просити допомоги проти Адальського султанату. У 1520 р. посольство під керівництвом Родріго де Ліми висадилося в Етіопії (до того часу Адальський султанат був ремобілізований під керівництвом Ахмада ібн Ібрагіма аль-Газі). Звіт про португальську місію, який залишався кілька років, написав капелан Франциско Альварес.
Пізніше Ігнатій Лойола побажав скласти есе завдання навернення, але цього не сталося. Натомість папа послав Жуана Нуньєса Баррето на посаду патріарха Східної Індії, а Андреса де Ов'єдо - єпископом; а від Гоа посланці (за ними Ов'єдо) вирушили до Етіопії. Після багаторазових невдач певний мір успіху був досягнутий за Сусенйоса I, але лише в 1624 році імператор офіційно заявив про спілкування з папою Урбаном VIII. Сусенйос зробив католицьку церкву офіційною державною церквою, але зазнав сильного опору, і в 1632 році йому довелося зректися престолу на користь свого сина Фасіліда, який негайно відновив етіопське православне християнство як офіційну релігію країни. Потім він виключив Товариство Ісуса в 1633 р., а в 1665 р. Фазілід наказав спалити всі єзуїтські книги (Книги франків).

### Колоніальна епоха
У 20-х роках італійська колоніальна держава в Еритреї розпочала перші спроби створити окрему Еритрейську православну церкву. До тих пір Православна церква в Еритреї була практично частиною етіопської православної церкви Тевахедо, маючи міцний зв'язок з Аксумом у Тиграї як традиційним центром церковної структури. Однак це суперечило інтересам колонізатора: Еритрея як окрема колонія повинна була мати церкву, незалежну від впливу сусідів, щоб повністю інтегруватися в колоніальну систему. Окрема еритрейська церква була недовгою. Коли він все ще не був повністю встановлений, італійці вторглись в Ефіопію в 1935 році, а потім сформували єдину територію, Африка Східна Італія, що охоплювала Еритрею, Ефіопію та Італійські Сомалі. Еритрея була об’єднана з північною ефіопською провінцією Тигрей, і обидві православні церкви об’єднані. Це об’єднання залишалося чинним навіть після поразки італійців та втрати ними всієї території в 1941 році.
Ефіопській православній церкві Тевахедо було надано автокефалію папою Йосифом II Олександрійським, главою коптської православної церкви Олександрії в 1950 р. в той час Еритрея була окремою колоніальною територією під британською адміністрацією, але тим не менш Православна церква в Еритреї була просто зроблена поділ етіопської православної церкви Тевахедо, оскільки британці не зацікавлені в тому, щоб сильно відокремити Еритрейське нагір'я від Ефіопського нагір'я, що відповідає їхній політиці об'єднання нагір'я (з можливістю відокремлення мусульманської низовини Еритреї та включення їх Британський Судан).

### Автокефалія після здобуття незалежности Еритреї
Після незалежности Еритреї від Ефіопії в 1993 році, новий незалежний уряд Еритреї звернувся до Папи Шенуди III з Коптської православної церкви Олександрії щодо еритрейської православної автокефалії. Висока напруженість була між Ефіопською православною церквою Тевахедо та Еритрейською православною церквою Тевахедо, і жоден представник Етіопської православної церкви Тевахедо не брав участі в офіційному визнанні нового автокефального органу. Однак Ефіопська церква визнала автокефальний статус Церкви Еритреї, хоча вона заперечила проти того, як Коптська церква надавала його. Перші два патріархи Еритреї спочатку були архієпископами етіопської православної церкви Тевахедо, а першим патріархом Абуне Філіпос відвідував Аддіс-Абебу під час спільних зусиль обох церков з метою вивчення можливого врегулювання прикордонного конфлікту, що розгорівся між двома країнами в 1998. Ці дві церкви залишаються в повному спілкуванні між собою та з іншими церквами східного православ'я, хоча Ефіопська церква, разом з Коптською православною церквою не визнали відставки третього Патріарха Еритреї та інтронізації четвертий патріарх Абун Діоскорос.
Першим патріархом Еритреї був Абун Філліпос, який помер у 2002 році, а наступником його став Абун Яків. Правління Абуне-Якоба на посаді патріарха Еритреї було дуже коротким, оскільки він помер незабаром після його інтронізації, і його наступником став Абун Антоній на посаді 3-го патріарха Еритреї. Абуне Антоніо був обраний 5 березня 2004 р., а 24 квітня 2004 р. інтронізований третім патріархом православної церкви Тевахедо в Еритреї. Папа Шенуда III головував на церемонії в Асмарі разом із Священним Синодом Еритрейської православної церкви та коптською православною церковною делегацією.
У серпні 2005 року Абуне Антоніос, патріарх еритрейської православної церкви Тевахедо, був обмежений суворо церемоніальною роллю. У листі від 13 січня 2006 року патріарху Абунеу Антонію було повідомлено, що після кількох засідань Священного Синоду церкви він був офіційно скинутий. У письмовій відповіді, яка була широко опублікована, Патріарх відкинув підстави звільнення, поставив під сумнів легітимність синоду і відлучив від церкви двох підписантів листа від 13 січня 2006 року, в тому числі Йофтаге Діметроса, якого Патріарх визнав відповідальним за церковну діяльність. недавні потрясіння. Патріарх Антоній також звернувся зі своєю справою до Ради монастирів Еритрейської православної церкви та до коптської православної церкви Олександрії. Абуне Антоній був скинутий Священним Синодом Еритреї, нібито під тиском уряду Еритреї; станом на 2006 рік він перебуває під домашнім арештом. Абуна Антоніоса замінив Абуне Діоскорос як 4-й патріарх церкви. Більшість вважає, що Абуне Антоній був неправильно скинутий проти канону православної церкви. Багато людей досі вважають його законним патріархом Еритрейської православної церкви. Багато еритрейських православних послідовників не згодні з тим, що уряд Еритреї приймає рішення з релігійних питань. Незаконно посаджений на престол патріарх Абуна Діоскорос помер 21 грудня 2015 року. На сьогоднішній день не обрано наступника.

## Традиції
Спільно з усіма орієнтальними православними, східними православними та католицькими церквами еритрейська православна церква Тевахедо сповідує віру в сім таїнств хрещення, конфірмації, євхаристії, сповіді, помазання хворих, подружжя та священних орденів. Перші чотири розглядаються як "необхідні кожному віруючому".
За традицією Сходу, неєпископське духовенство може одружуватися під час хіротонії, призначеної для дорослих чоловіків. Для того, щоб продемонструвати, що єпископ є членом синоду, у будь-якій єпископській хіротонії має бути принаймні троє єпископів.
Церква дотримується давньої християнської віри в Справжню Присутність Христа в Євхаристії, стверджуючи, що "освячений хліб і вино - це тіло і кров Христа. Ісус Христос справді, дійсно і по суті присутній у освячених елементах. В Євхаристії, ми їмо благословенну плоть нашого Господа і п'ємо Його дорогоцінну кров у вигляді хліба та вина". Церемонії розроблені за західними стандартами.
Практика примирення в таїнстві покаяння розглядається як суворо особиста, і членам церкви пропонується вибрати сповідника (якого також називають `батьком душі`), який добре їм відомий і з яким їм комфортно.
Як і в інших східнохристиянських традиціях, зв'язок подружжя може бути розірваний, але лише на підставі перелюбу. Щоб захистити сповідування віри, членам церкви не рекомендується одружуватися з людьми поза православним спілкуванням. Члени церкви, які проходять суто цивільну церемонію, не розглядаються як таїнство одружені.

### Біблійний канон
Біблійний канон церкви Тевахедо містить 81 книгу, серед яких майже всі ті, що прийняті іншими православними та східними християнами; виняток становлять Книги Маккавеїв, принаймні деякі з яких прийняті в східно-православних та інших східних православних церквах, але не в церквах Тевахедо (книги Мекаб'ян, які приймаються замість цього, мають етимологічно пов'язану назву, але досить різний зміст). Еритрейський православний канон та ефіопський православний канон ідентичні.
У «Вужчому каноні» також є Енох, «Ювілеї» та три книги Мекабія;
До «Ширшого канону» належать усі книги, знайдені в «Вужчому каноні», а також дві «Книги завіту», «Чотири книги Синодоса», «Книга Климента» та «Дідаскалія»;
Друку «Ширшого канону» не було з початку ХХ століття. Версія Біблії "Хайле Селассі", яка була опублікована в 1962 році, містить "Вужчий канон".

### Мова
Божественна Літургія та інші релігійні служби в Еритрейській Церкві відправляються мовою ґеез, яка була мовою Церкви ще до приходу Дев'яти святих, які втекли від переслідування візантійським імператором після Халкідонського собору (451). Версія Септуагінти була перекладена на ґеез. Проповіді читаються місцевою мовою.

### Подібність до юдаїзму
Еритрейська церква, як і Етіопська, робить більший наголос на вченнях Старого Завіту, ніж це можна знайти у східно-православних, римо-католицьких чи протестантських церквах, і її послідовники дотримуються певної практики, яку можна зустріти в православному або консервативному юдаїзмі. Християни Еритреї, як і деякі інші східні християни, традиційно дотримуються дієтичних правил, подібних до єврейських Кашрутів, зокрема щодо того, як забивають тварину. Подібним чином свинина заборонена, хоча на відміну від рабинського Кашрута, етіопська кухня дійсно змішує молочні продукти з м’ясом. Жінкам заборонено входити в церковний храм під час менструацій; від них також очікують, що вони прикривають волосся великим шарфом (або шашем), перебуваючи в церкві, як описано в 1 Коринтянам, глава 11. Як і в православних синагогах, чоловіки та жінки сидять окремо в еритрейській церкві, а чоловіки - зліва а жінки праворуч (коли стоять обличчям до вівтаря). (Жінки, що покривають голови та розділяють статі в церквах, офіційно є спільним для деяких інших християнських традицій; це також правило в деяких нехристиянських релігіях, серед них іслам та православний юдаїзм). Еритрейські православні поклонники знімають взуття, заходячи до церковного храму, відповідно до Виходу 3: 5 (в якому Мойсеєві, переглядаючи палаючий кущ, було наказано зняти взуття, стоячи на святій землі). Крім того, еритрейська православна церква Тевахедо є суботньою, дотримуючись суботи в суботу, на додаток до Господнього дня в неділю, хоча більше уваги, завдяки Воскресінню Христовому, робиться на неділю. Еритрейська православна церква закликає до обрізання чоловіків з майже універсальним поширенням серед православних чоловіків в Еритреї.

## Відносини з Ефіопською православною церквою
Хоча Церкві Ефіопії була надана автокефалія патріархом Коптської православної церкви в 1950 році, вона не брала участі в наданні автокефалії своєї еритрейської єпархії, зважаючи на звернення уряду Еритреї за наданням автокефалії Еритрейській православній церкві безпосередньо в Коптську патріархію. У відносинах між двома Церквами виникла і зберігається певна напруженість. А втім, усі три Церкви зберігають повну духовну спільність одна з одною.

## Патріархи
Першим Патріархом Еритреї був старий Абуна Філіп, який помер у 2002 році і якого змінив Абуна Якоб. Обидва перших Патріарха Еритреї були до цього архієпископами Ефіопської православної церкви, і фактично Абуна Якоб був патріаршим місцеблюстителем (виконувачем обов'язків) у період між зреченням патріарха Абуни Меркурія і обранням Патріарха Етіопії Абуни Павла. Перебування Абуни Якоба Патріархом Еритреї було дуже коротким, і його змінив Абуна Антоній, перший Патріарх Еритреї, який раніше не був єпископом Ефіопської православної церкви.
Абуну Антонія обрано третім патріархом Еритреї на початку весни 2004 року, а рукоположено у квітні цього ж року. Урочисту церемонію інтронізації було проведено Олександрійським патріархом усієї Африки Шенудою ІІІ, усім Священним Синодом Еритрейської церкви та делегацією від Коптської церкви.

## Конфлікт церкви і держави
У серпні 2005 роль Патріарха Еритрейської православної церкви, Абуни Антонія стала суто церемоніальною, а управління церковними справами перейшло до призначеного державою мирянина, Йофтахе Диметросу. За наявними відомостями, Патріарх потрапив в опалу за опір втручанню держави у справи церкви. Також поширюються чутки, що уряд Еритреї просив коптського Патріарха Олександрійського Шенуду визнати заміну Патріарха Антонія, але Патріарх Олександрійський відмовився і пригрозив публічно засудити будь-яке таке призначення. Тоді уряд на час утримався від зміщення Патріарха, обмежившись відведенням йому суто церемоніальною ролі.
Проте у листі від 13 січня 2006 Патріарха Антонія поставили до відома про те, що після низки таємних засідань Священного синоду Церкви він був офіційно позбавлений влади. В опублікованій письмовій відповіді Патріарх відкинув підстави для своєї відставки, поставив під сумнів її легітимність і відлучив від церкви двох осіб, які поставили свої підписи під листом від 13 січня, у тому числі — Йофтахе Диметроса, на якого Патріарх поклав всю відповідальність за останні події. Патріарх Антоній також апелював до Ради монастирів Еритрейської церкви і до Єгипетської (коптської) церкви. {див. 'Лист його Святості Абуни Антонія, Патріарха Еритрейської православної церкви' англійською мовою на сайті: www.tewahdo.com}
Абуна Антоній був усунутий Священним синодом Еритреї імовірно під тиском уряду Еритреї: в 2008 році він перебував під домашнім арештом. Під час святкування п'ятидесятниці Еритрейська ПЦ інтронізувала Абуну Діоскора 4-м Патріархом Еритреї. У богослужінні використовується обряд, який є аналогічним для Етіопської православної церкви. 
Єпископ Афнатеус — єпископ еритрейців в Європі, а Єпископ Шенуда є єпископом еритрейців у США, починаючи з кінця літа 2005 року. Багато еритрейських православних послідовників не згодні з тим, що уряд Еритреї приймає рішення з релігійних питань. Незаконно посаджений на престол патріарх Абуна Діоскорос помер 21 грудня 2015 року. На сьогоднішній день не обрано наступника.